# Villicharixa strigosa
Villicharixa strigosa är en mossdjursart som först beskrevs av Uttley 1951.  Villicharixa strigosa ingår i släktet Villicharixa och familjen Electridae. Inga underarter finns listade i Catalogue of Life.